# Изгнание в Мавзу

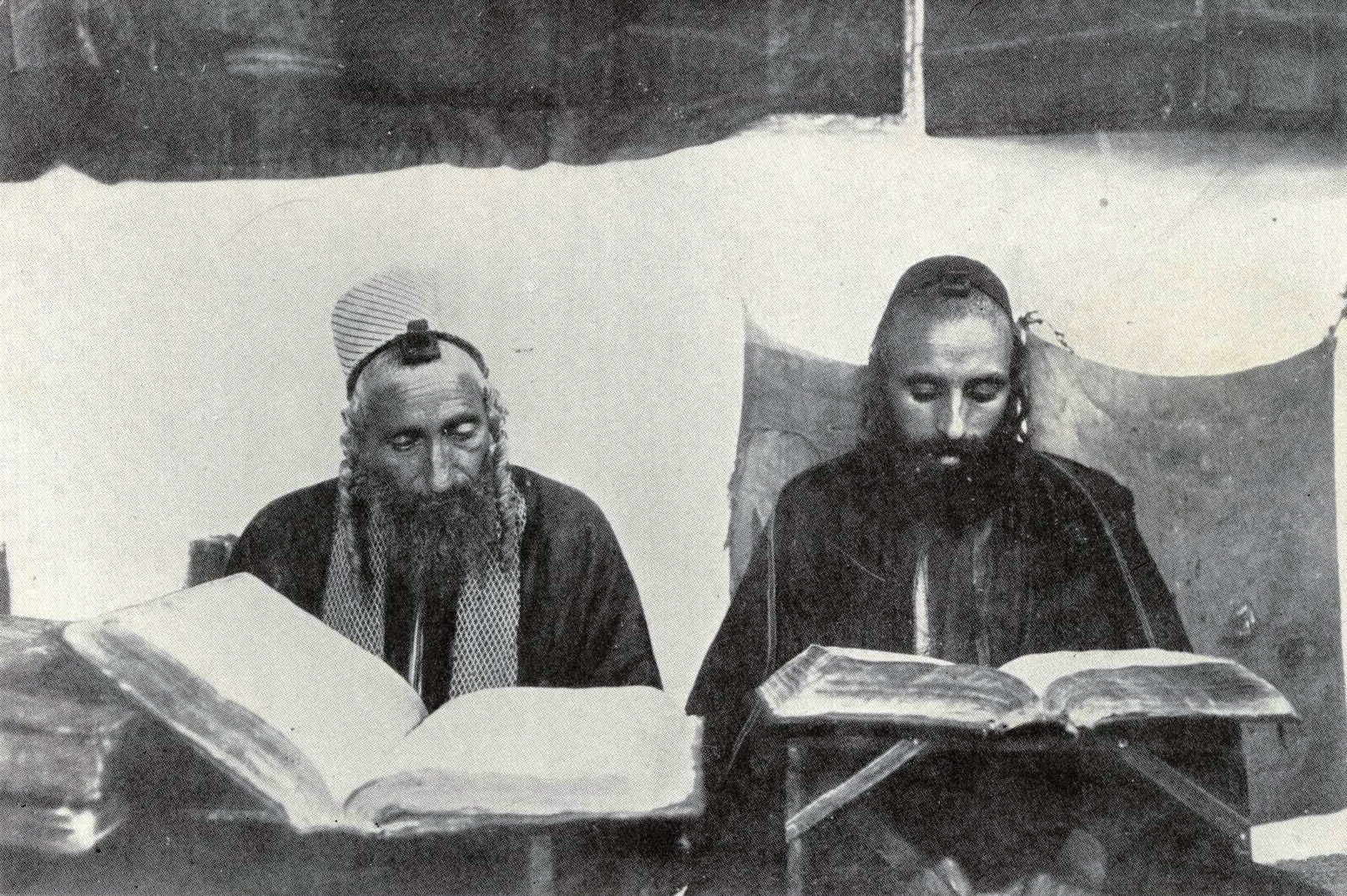
Йеменские евреи общины Сану, читают Тору после их изгнания в Мавзу

Изгнание в Мавзу (Изгнание в Маузу; ивр. גירוש מַוְזַע, גלות מוזע‎) — изгнание йеменских евреев в 1679 году в Мавзу.
Изгнание привело к резким демографическим и социально-экономическим изменениям среди еврейского населения Йемена (особенно в общине Саны) и оставило травму в его памяти.
Положение евреев Йемена ухудшилось после прихода к власти имама Ахмада ибн Хасана ал-Махди, который в 1676 году запретил общественные молитвы евреев и приказал разрушить все синагоги.
В 1679 г. евреи были поставлены перед выбором: принять ислам или отправиться в изгнание в округ Мауза (Мавза). Мавза отличается нездоровым климатом и был мало приспособлен для занятия земледелием или скотоводством. Жара достигает 50 градусов по Цельсию.
Евреи продавали свое имущество за бесценок, большая его часть была утеряна или разграблена.
Во время изгнания умерло около двух третей высланных евреев (люди умирали в пути, а достигшие места ссылки умирали от болезней, голода и жары).
Большинство евреев предпочло покинуть Йемен.
Евреи района города Саада избежали изгнания, так как местные правители не выполнили приказа имама.
Почти полное сосредоточение ремесла в руках евреев вызвало взаимозависимость между ними и мусульманами: евреи снабжали мусульман ремесленными изделиями и поставляли различные услуги, а евреи получали от мусульман продукты питания, главным образом после жатвы и в сезоны сбора урожая.
Изгнание евреев в округ Мауза было отменено через год (в 1680 году), так как отсутствие ремесленников нарушило нормальную жизнь всего Йемена, поскольку некому было заниматься торговлей и традиционными для евреев ремеслами: ковка, производство замков, ювелирное дело, чеканка ножей, резьба по дереву, выделка кожи и прочее.
В 1680 году выжившие изгнанники вернулись, однако их дома были разрушены или заняты мусульманами. Евреи были вынуждены поселиться за пределами городских стен в Сане и других городах.